# فوجیوارا نو کینتو
فوجیوارا نو کینتو ((به ژاپنی: 藤原 公任 Fujiwara no Kintō)؛ ۱ ژانویهٔ ۰۹۶۶ – ۴ فوریهٔ ۱۰۴۱) شاعر، و نویسنده اهل ژاپن بود.